# Pethia cumingii
Pethia cumingii è un pesce d'acqua dolce appartenente alla famiglia Cyprinidae. Conosciuto comunemente come barbo a due macchie.

## Distribuzione e habitat
È endemico dei fiumi dell'ovest dello Sri Lanka.

## Biologia

### Comportamento
Formano banchi non particolarmente grandi.

### Alimentazione
Si nutre di alghe e piccoli invertebrati.

### Riproduzione
Non ci sono cure nei confronti delle uova.

## Acquariofilia
È abbastanza comune negli acquari.